# Аніція Юліана

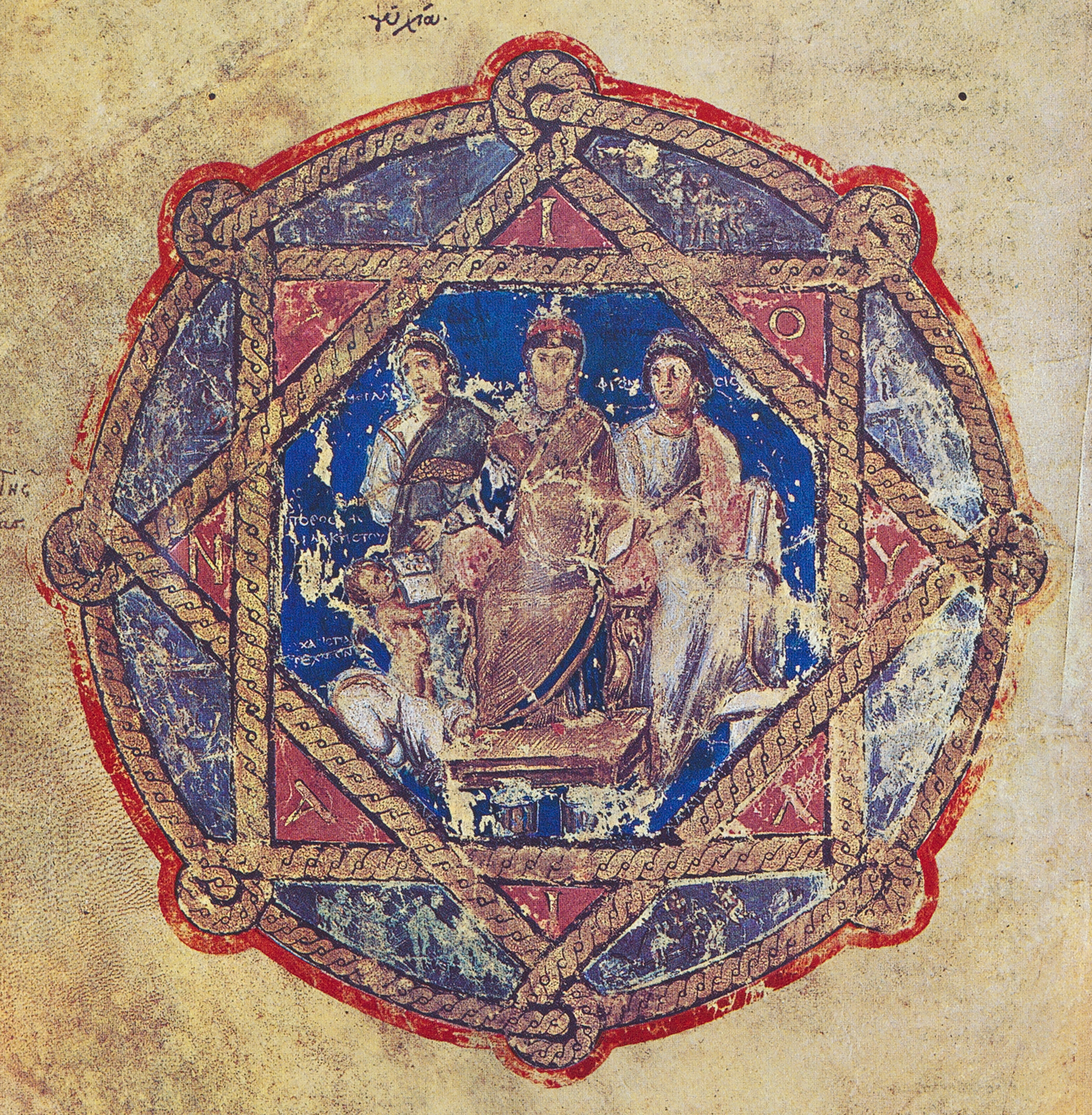
Аніція Юліана.Віденський Діоскорид

Аніція Юліана (лат. Anicia Iuliana; нар. між 460 та 462 — пом. між 527 та 530) — матрона часів падіння Римської імперії.

## Життєпис
Походила з імператорської родини. Донька Аніція Олібрія, імператора, та Плацидії, доньки імператора Валентиніана III. У 472 році втратила батька. У 478 році переїздить з матір'ю до Константинополя. У 479 році планувалося одружити Аніцію з королем остготів Теодоріхом, проте вона вийшла заміж за впливового військовика Ареобінда Дагалайфа. Від нього мала сина. Отримала титули патриція та найблагородніша. Мала імператорські амбіції.
Листувалася з папою римським Симахом, відносини з яким імператорського дому мали негативний характер. Вона перебувала в опозиції до імператорської релігійної політики Анастасія I з підтримки монофізитства. Її підтримувала значна частина населення Константинополя. Авторитет Аніції Юліани дозволяв їй демонстративно відмовлятися від спілкування з константинопольським патріархом Македонієм II. Надалі підтримувала контакти з папою римським Горміздом з приводу допомоги папським легатам в Константинополі та сприяла припиненню акакіанської схизми — конфлікту між константинопольською церквою і папством.
У 512 році втратила чоловіка під час заворушень у Константинополі, коли Ареобінда планувалося оголосити імператором.
Була покровителькою мистецтва та науки (меценатка створення рукопису, що дістав назву Кодекс Аніції Юліани), власним коштом звела численні громадські та церковні будівлі. Особливо відомою є церква Святого Полієвкта, яка до спорудження Собору Святої Софії була найбільшою спорудою у Константинополі.

## Родина
Чоловік — Ареобінд Дагалайф, консул 506 року.
Діти:
- Флавій Олібрій Юніор, консул 491 року, чоловік Ірини, племінниці імператора Анастасія I.